# Henri Leroy
Henri Leroy (ur. 12 grudnia 1887 – zm. 12 lipca 1960) – belgijski piłkarz grający na pozycji bramkarza. Był reprezentantem Belgii.

## Kariera klubowa
Swoją karierę piłkarską Leroy rozpoczął w klubie Racing Club de Bruxelles, w którym zadebiutował w sezonie 1907/1908 w pierwszej lidze belgijskiej. W debiutanckim sezonie wywalczył z nim mistrzostwo Belgii. W 1909 roku przeszedł do Royale Union Saint-Gilloise. Z klubem tym dwukrotnie wywalczył mistrzostwo Belgii w sezonach 1909/1910 i 1922/1923 oraz siedmiokrotnie wicemistrzostwo Belgii w sezonach 1911/1912, 1912/1913, 1913/1914, 1919/1920, 1920/1921, 1921/1922 i 1923/1924. Zdobył też dwa Puchary Belgii w sezonach 1912/1913 i 1913/1914. W 1925 roku zakończył karierę.

## Kariera reprezentacyjna
W reprezentacji Belgii Leroy zadebiutował 12 kwietnia 1908 w wygranym 2:1 towarzyskim meczu z Francją, rozegranym w Colombes. Od 1908 do 1919 rozegrał w kadrze narodowej 18 meczów.